# Jopang Manganti
Jopang Manganti is een bestuurslaag in het regentschap Lima Puluh Kota van de provincie West-Sumatra, Indonesië. Jopang Manganti telt 2132 inwoners (volkstelling 2010).